# Cycle 2 de Pokémon
Chronologie
Cycle 1 Cycle 3
Pour des articles plus généraux, voir Pokémon, la série et Liste des épisodes de Pokémon.
Le deuxième cycle de la série télévisée Pokémon, officiellement nommé Pokémon : Advance Génération en Occident, regroupe les saisons 6 à 9 de cet anime, adaptées des jeux vidéo Pokémon Rubis et Saphir et diffusées au Japon entre 2002 et 2006. Ce cycle narre les aventures de Sacha à travers Hoenn ; il est accompagné par Pierre, déjà présent dans le premier cycle, Flora et Max.

## Découpage
Le deuxième cycle est composé de quatre saisons :
- Saison 6 : Advanced : épisodes 277 à 316 - 40 épisodes[N 1]
- Saison 7 : Advanced Challenge : épisodes 317 à 368 - 52 épisodes
- Saison 8 : Advanced Battle : épisodes 369 à 421 - 52 épisodes[N 2],[N 3]
- Saison 9 : Battle Frontier épisodes 422 à 467 - 47 épisodes

## Personnages
- Sacha
- Pierre
- Flora
- Max

## Liste des épisodes
- Épisode supprimé
- Épisode annulé
- Épisode décalé
- Épisode ajouté

### Advanced
| No | Titre français                       | Titre japonais                                           | Titre japonais                                                | Date de 1re diffusion |
| No | Titre français                       | Kanji                                                    | Rōmaji                                                        | Date de 1re diffusion |
| --- | ------------------------------------ | -------------------------------------------------------- | ------------------------------------------------------------- | --------------------- |
| 275 | Une nouvelle rencontre               | 新たなる大地! 新たなる冒険!!                             | Arata-naru daichi! Arata-naru bōken!!                         | 21 novembre 2002      |
| Pikachu ne se sent pas bien. Sacha va chez le professeur Seko. Il l'aide à remettre Pikachu sur pied. La team Rocket vient et Sacha l'affronte. Une jeune fille de 10 ans, Flora, a vu cela. Elle va avoir son premier Pokémon, elle décide de prendre un Poussifeu. Elle décide d'accompagner Sacha.                                          |                                      |                                                          |                                                               |                       |
| 276 | Une fabuleuse découverte             | 古代ポケモンと謎の軍団!                                  | Kodai Pokemon to nazo no gundan!                              | 28 novembre 2002      |
| Flora essaye de capturer un Azumarill mais sans succès. Mais la Team Magma les attaque. Nos amis vont dans le conduit. Sacha essaye de trouver une sortie mais n'en trouve pas c'est Pikachu qui la trouve! Grâce à un chercheur pokemon, nos amis reprennent leur route pour Clémenti-ville ou Sacha veut gagner son premier badge à Hoenn.   |                                      |                                                          |                                                               |                       |
| 277 | Réunion de famille                   | トウカジム! VSヤルキモノ!                                | Tōka Jimu! VS Yarukimono!                                     | 5 décembre 2002       |
| Sacha arrive à Clémenti-ville et veut affronter le champion. Mais un jeune garçon le reconnait. Flora l'appelle Max parce que c'est son petit frère. Sacha affronte le champion mais il n'a pas assez de pokémon. Sacha l'affronte en match amical mais perd. La Team Rocket vient les affronter mais nos amis gagnent facilement.             |                                      |                                                          |                                                               |                       |
| 278 | Quand l'estomac crie famine          | スバメがいっぱい危険がいっぱい! トウカの森でゲットだぜ!! | Subame ga ippai kiken ga ippai! Tōka no mori de Getto da ze!! | 12 décembre 2002      |
| Nos amis ont faim mais n'ont rien à manger. Des Nirondelle les attaquent, Pierre vient les sauver avec son Foretress. Le chef des Nirondelle affronte Sacha et Sacha le capture. Nos amis reprennent leur route pour Mérouville où Sacha va peut-être gagner son premier badge.                                                                |                                      |                                                          |                                                               |                       |
| 279 | Un dresseur en culotte courte        | ジグザグマと短パン小僧! ハルカ、はじめてのバトル!!       | Jigujaguma to Tan pan kozō! Haruka, Hajimete no Batoru!!      | 19 décembre 2002      |
| Sacha aide un dresseur à capturer un Zigzaton. Mais la Team Rocket est là. Le dresseur essaye de les sauver avec son Gobou. Il y arrive et réussit à battre la Team Rocket. Le dresseur capture un Zigzaton. Sacha l'affronte et choisit Nirondelle et le dresseur utilise un Zigzaton. C'est comme cela que l'épisode se finit.               |                                      |                                                          |                                                               |                       |
| 280 | Le voleur volé                       | ロケット団! みだれひっかきでサヨウナラ!!                 | Roketto-Dan! Midare hikkagi de Sayōnara!!                     | 26 décembre 2002      |
| La Team Rocket trouve des Abo et des Smogo qui ont été capturés par un voleur. Le voleur les bat. Sacha réussit à arrêter le voleur. James trouve un Cacnea qui lui donne des gâteaux. Jessie et James laissent partir Smogogo et Arbok. Le Cacnea reste avec James.                                                                           |                                      |                                                          |                                                               |                       |
| 281 | L'arbre à Pokémon                    | キモリの森! 巨大樹を守れ!!                               | Kimori no mori! Kyōdaijū o mamore!!                           | 9 février 2003        |
| Nos amis trouvent des Arcko et Sacha essaye d'en capturer un. Mais l'arbre aux Arcko est sur le point de mourir. Sacha et tous les Arcko essayent de le sauver mais n'y arrivent pas. Mais il repousse. Arcko décide de partir avec Sacha. Nos amis reprennent leur route pour Mérouville où Sacha essayera de gagner son premier badge.       |                                      |                                                          |                                                               |                       |
| 282 | Un redoutable adversaire             | ハブネークVSキモリ! 必殺のはたく攻撃!!                   | Habunēku Vs. Kimori! Hissatsu no hataku kōgeki!!              | 16 février 2003       |
| Nos amis mangent mais un Seviper attaque le Poussifeu de Flora et Arcko vient l'aider et le Seviper est blessé mais il s'en va. Jessie voit le Seviper et le capture. La Team Rocket les attaque mais grâce à Arcko, personne n'a rien. Nos amis repartent pour de nouvelles aventures.                                                        |                                      |                                                          |                                                               |                       |
| 283 | Le manoir hanté                      | 怪奇! キノココ屋敷の謎!?                                 | Kaiki! Kinokoko yashiki no nazo!?                             | 23 janvier 2003       |
| Sacha et ses amis aident les Balignons en faisant en sorte que les jardins du manoir ne soient pas rasés. |                                      |                                                          |                                                               |                       |
| 284 | On ne joue pas la bouche pleine      | 史上最強のぺリッパー現る!!                               | Shijō saikyō no Perippā genru!!                               | 30 janvier 2003       |
| Anthony défie les dresseurs de Pokémon en se vantant que son Bekipan est le plus fort de tous les Pokémon! Son secret? Il dissimule des Pokéballs dans son bec ce qui fait qu'il peut utiliser différentes sortes d'attaques. La Team Rocket ayant découvert son secret, il leur cède Béquitan pour ne pas qu'ils disent la vérité à la ville! |                                      |                                                          |                                                               |                       |
| 285 | L'évolution à tout prix              | グラエナとポチエナ! 進化の神秘!!                         | Graena to Pochiena! Shinka no shinpi!!                        | 6 février 2003        |
| Max aide un Medhyèna à évoluer. |                                      |                                                          |                                                               |                       |
| 286 | La Team Rocket prend l'eau           | ハスボーとフラワーショップの三姉妹!!                     | Hasubō to Furawā Shoppu no san shimai!!                       | 13 février 2003       |
| Pierre se fait un nouveau compagnon pokemon : un Nénupiot |                                      |                                                          |                                                               |                       |
| 287 | La beauté du jeu                     | ポケモンコンテスト! アゲハントの華麗なバトル!!           | Pokemon Kontesuto! Agehanto no karei na Batoru!!              | 20 février 2003       |
| Alors que Flora aide une dresseuse pour le concours pokemon, Sacha Max et Pierre y assiste |                                      |                                                          |                                                               |                       |
| 288 | Comment attraper son premier Pokémon | ダブルバトルとダブルでケムッソ!                          | Daburu Batoru to Daburu de Kemusso!                           | 27 février 2003       |
| Flora et Jessie capture chacune un Chenipotte. |                                      |                                                          |                                                               |                       |
| 289 | La Pokémon Académie                  | 勉強します! ポケモントレーナーズスクール!                | Benkyōshimasu! Pokemon Torēnāzu Sukūru!                       | 6 mars 2003           |
| Max passe une journée dans l'académie Pokemon!? |                                      |                                                          |                                                               |                       |
| 290 | Des Pokémon de pierre                | カナズミジム! ノズパスの秘密兵器!!                       | Kanazumi Jimu! Nozupasu no himitsu heiki!!                    | 13 mars 2003          |
| Sacha combat Roxanne dans la première arène Pokémon. Flora décide de devenir Coordinatrice Pokémon. On découvre un étrange pokémon: Tarinor. Sacha gagne le badge Roche |                                      |                                                          |                                                               |                       |
| 291 | La société Devon                     | デボンコーポレーション! アクア団の影!!                   | Debon Kōporēshon! Akua-Dan no kage!!                          | 20 mars 2003          |
| Alors que Max cherche un moyen de réparer le poke-navi de sa sœur, il tombe sur le président de la société Devon. |                                      |                                                          |                                                               |                       |
| 292 | La Team Aqua                         | ハギ老人とキャモメのピーコちゃん!                        | Hagi Rōjin to Kyamome no Pīko-chan!                           | 27 mars 2003          |
| 293 | Des Pokémon bien agressifs           | 脱出! サメハダーの島!!                                   | Dasshutsu! Samehadā no shima!!                                | 3 avril 2003          |
| 294 | À l'assaut des vagues                | ムロジム! 波乗りジムリーダー・トウキ登場!                | Muro Jimu! Naminori Jimu Rīdā - Tōki tōjō!                    | 10 avril 2003         |
| 295 | Mais à qui est ce Chenipotte ?       | ケムッソVSケムッソ! どっちがどっち!?                     | Kemusso vs. Kemusso! Dotchi ga dotchi!?                       | 17 avril 2003         |
| 296 | Un trou peut en cacher un autre      | ダイゴ、ココドラ、ボスゴドラ!                            | Daigo, Kokodora, Bosugodora!                                  | 24 avril 2003         |
| 297 | Sous le sable, le Pokémon            | 海辺の暴れ者、ヘイガニ登場!                              | Umibe no abaremono - Heigani tōjō!                            | 1er mai 2003          |
| 298 | Comme un Écrapince hors de l'eau     | 走れサトシ! キバニアの川を越え!                          | Hashire Satoshi! Kibania no kawa o koe!                       | 8 mai 2003            |
| 299 | Un bain de boue                      | 秘密の池! ミズゴロウがいっぱい!?                         | Himitsu no ike! Mizugorō ga ippai!?                           | 15 mai 2003           |
| 300 | Une nouvelle expérience              | コノハナ族の襲撃!!                                       | Konohana-zoku no kōgeki!!                                     | 22 mai 2003           |
| 301 | Une grotte mystérieuse               | マグマ団VSアクア団! 秘密基地の戦い!                      | Maguma-Dan VS Akua-Dan! Himitsu kichi no tatakai!             | 29 mai 2003           |
| 302 | Armulys ou Blindalys                 | アゲハントとドクケイル! 進化の果てに!                    | Agehanto to Dokukeiru! Shinka no hate ni!                     | 5 juin 2003           |
| 303 | Le Pokémon farceur                   | ヤミラミでドッキリ!                                      | Yamirami de Tokkiri!                                          | 12 juin 2003          |
| 304 | Quand Dame-Nature s'en mêle          | バトルガールとアサナン! 嵐の中で!                        | Batoru Gāru to Asanan! Arashi no naka de!                     | 19 juin 2003          |
| 305 | Un peu plus près du geyser           | ムロジム再戦! 波乗りバトルフィールド!                    | Muro Jimu saisen! Naminori Batoru Fīrudo!                     | 26 juin 2003          |
| Sacha gagne son deuxième badge d'Hoenn, le badge Poing, contre Bastien (Type Combat). |                                      |                                                          |                                                               |                       |
| 306 | Le vaisseau abandonné                | すてられ船! しのびよる影!!                               | Suterare fuwa! Shinobi yoru kage!!                            | 3 juillet 2003        |
| 307 | Le pouvoir des fleurs                | ハルカにライバル! 特訓ポケモンコンテスト!!               | Haruka ni Raibaru! Tokkun Pokemon Kontesuto!!                 | 10 juillet 2003       |
| 308 | Un Poussifeu bien capricieux         | はじめてのポケモンで大パニック!!                         | Hajimete no Pokemon de dai Panikku!!                          | 17 juillet 2003       |
| 309 | Flora tente sa chance                | ハルカ! ポケモンコンテスト初挑戦!!                       | Haruka! Pokemon Kontesuto hatsu chōsen!!                      | 24 juillet 2003       |
| 310 | La pierre mystérieuse                | 海の博物館を守れ! マグマ団の襲撃!!                       | Umi no hakubutsukan o mamore! Maguma-Dan no kōgeki!!          | 31 juillet 2003       |
| 311 | Disparition                          | 美女と野獣!? ダーテングとジョーイさん!                   | Bijo to yashū!? Dātengu to Jōi-san!                           | 7 août 2003           |
| 312 | Une lueur dans le brouillard         | プラスルとマイナン! 山の灯台!                            | Purasuru to Mainan! Yama no tōdai!                            | 14 août 2003          |
| 313 | La maison des pièges                 | 歌う! ポケモンからくり屋敷!!                             | Utau! Pokemon karakuri yashiki!!                              | 21 août 2003          |
| 314 | Un match électrique                  | キンセツジム! テッセンの電撃バトル!!                     | Kinsetsu Jimu! Tessen no Dengeki Batoru!                      | 28 août 2003          |
| Sacha gagne son troisième badge d'Hoenn, le badge Dynamo, contre Voltère (Type Electrik). |                                      |                                                          |                                                               |                       |

### Advanced Challenge
| No                                                                                        | Titre français                               | Titre japonais                                         | Titre japonais                                                | Date de 1re diffusion |
| No                                                                                        | Titre français                               | Kanji                                                  | Rōmaji                                                        | Date de 1re diffusion |
| ----------------------------------------------------------------------------------------- | -------------------------------------------- | ------------------------------------------------------ | ------------------------------------------------------------- | --------------------- |
| 315                                                                                       | Gare aux pépins!                             | キモリの新技!! スイカ畑のタネマシンガン!               | Kimori no shin waza!! Suika hatena no Tane Mashin Gan!!       | 4 septembre 2003      |
| 316                                                                                       | Coup de foudre en plein vol                  | バルビートとイルミーゼ! 愛のダンス!                    | Barubīto to Irumīze! Ai no Dansu!                             | 11 septembre 2003     |
| 317                                                                                       | Vole Draby, vole!                            | 飛べ、タツベイ! 明日にむかって!!                       | Tobi, Tatsubei! Myōnichi ni mukatte!!                         | 18 septembre 2003     |
| 318                                                                                       | La princesse et le Togépi                    | カスミ登場! トゲピーとまぼろしの王国!                  | Kasumi tōjō! Togepī to maboroshi no ōkoku!                    | 25 septembre 2003     |
| 319                                                                                       | Le paradis Togépi                            | 蜃気楼の彼方に! トゲピーの楽園!                        | Shinkirō no kanata ni!! Togepī no rakuen!                     | 2 octobre 2003        |
| 320                                                                                       | Chaude journée                               | かちぬきファミリー! 4VS4!!                             | Kachinuki Famirī! 4 VS 4 !!                                   | 9 octobre 2003        |
| 321                                                                                       | L'aromathérapie                              | エネコとアロマテラピー!                                | Eneko to Aromaterapī!                                         | 16 octobre 2003       |
| 322                                                                                       | La tactique zigzag                           | ザングースVSハブネーク! ライバル対決!                  | Zangūsu VS Habunēku! Ribaru Taiketsu!                         | 23 octobre 2003       |
| 323                                                                                       | Un Max deux Maxx                             | マサトとマサト! アメタマを守れ!                        | Masato to Masato! Ametama o mamore!!                          | 30 octobre 2003       |
| 324                                                                                       | Artistes en tout genre                       | ポケモンコンテスト・ハジツゲ大会!!                     | Pokemon Kontesuto - Hajitsuge daikai!                         | 6 novembre 2003       |
| 325                                                                                       | Bonne chance Flora                           | VSチャーレム! コンテストバトル!!                       | VS Chāremu! Kontesuto Batoru!!                                | 13 novembre 2003      |
| 326                                                                                       | Des supporters difficiles à supporter        | プラスルとマイナン! 応援の道!?                         | Purasuru to Mainan! Ōen no Michi!?                            | 20 novembre 2003      |
| 327                                                                                       | La nouvelle attaque de Skitty                | エネコとねこのて! ドンメルの牧場!                      | Eneko to Neko no te! Donmeru no bokujō!                       | 27 novembre 2003      |
| 328                                                                                       | La météorite                                 | マグマ団VSアクア団、再び! えんとつ山の戦い!!           | Maguma-Dan Vs. Akua-Dan - Futatabi! Entotsu Yama no Tatakai!! | 4 décembre 2003       |
| 329                                                                                       | Poésie Pokémon                               | 新人ジムリーダー・アスナ! 穴だらけのバトルフィールド!? | Shinjin Jimu Rīdā - Asuna! Ana Darake no Batoru Fīrudo!?      | 11 décembre 2003      |
| 330                                                                                       | Une sacrée carapace                          | ヒートバッジ! 燃えるバトルでゲットだぜ!!               | Hīto Bajji! Moeru Batoru de Getto da ze!!                     | 18 décembre 2003      |
| Sacha gagne son quatrième badge d'Hoenn, le badge Chaleur, contre Adriane (Type Feu).     |                                              |                                                        |                                                               |                       |
| 331                                                                                       | Un Spinda fugueur                            | パッチールがいっぱい! 幸せさがして山の彼方に!?         | Patchīru ga Ippai! Shiawase sagashi de yama no kanata ni!?    | 25 décembre 2003      |
| 332                                                                                       | La vallée infernale                          | ハガネの谷を突破せよ! コータスVSハガネール!!           | Hagane no tani o toppase yo! Kōtasu Vs. Haganēru!!            | 8 janvier 2004        |
| 333                                                                                       | Des matchs électriques                       | キンセツジムふたたび! VSライボルト!!                   | Kinsetsu Jimu futatabi! VS Raiboruto!!                        | 15 janvier 2004       |
| 334                                                                                       | Un Pokémon sans voix                         | エネコとエネコロロ! 伝説のコーディネーター登場!!       | Eneko to Enekororo! Densetsu no Kōdinētā tōjō!!               | 22 janvier 2004       |
| 335                                                                                       | Fantôme, le coordinateur masqué (1re partie) | 仮面のコーディネーター・ファントム登場!                | Kamen no Kōdinētā - Fwntomu tōjō!                             | 29 janvier 2004       |
| 336                                                                                       | Fantôme, le coordinateur masqué (2de partie) | シダケタウン! ポケモンコンテスト!!                     | Shidake Taun! Pokemon Kontesuto!!                             | 5 janvier 2004        |
| 337                                                                                       | La source de leurs ennuis                    | ソルロックとハスブレロ! 聖なる森の伝説!!               | Sorurokku to Hasuburero! Seinaru mori no densetsu!!           | 12 février 2004       |
| 338                                                                                       | Un Tylton tombé du nid                       | チルットの空! ハルカの心!!                             | Chirutto no sora! Haruka no kokoro!!                          | 19 février 2004       |
| 339                                                                                       | L'invasion des Gloupti                       | ゴクリン撃退大作戦!                                    | Gokurin Gekitai Taisakusen!                                   | 26 février 2004       |
| 340                                                                                       | Un Brouhabam plutôt bruyant                  | 一触即発! バクオング VS ジュプトル!!                   | Isshoku sokuhatsu! Bakuongu Vs. Juputoru                      | 4 février 2004        |
| 341                                                                                       | La danse de Ludicolo                         | 踊るバトルだ! ルンパッパ!!                             | Odoru Batoru-da! Runpappa!!                                   | 11 mars 2004          |
| 342                                                                                       | L'imposture                                  | パパはアイドル!? いつわりのジムリーダー!!              | Papa wa Aidoru!? Itsuwari no Jimu Rīdā!!                      | 18 mars 2004          |
| 343                                                                                       | Querelle d'amoureux!                         | トウカジムの危機! 家庭の危機!!                         | Touka Jimu no Keiji! Katei no keiji!!                         | 25 mars 2004          |
| 344                                                                                       | Le grand jour                                | トウカジム戦! 五つ目のバッジ!!                         | Touka Jimu taiketsu! Itsutsume no Bajji!!                     | 1er avril 2004        |
| Sacha gagne son cinquième badge d'Hoenn, le badge Balancier, contre Norman (Type Normal). |                                              |                                                        |                                                               |                       |
| 345                                                                                       | Une base secrète pas si secrète              | オーキド博士とオダマキ博士! 秘密基地の戦い!!           | Ōkido-Hakase to Odamaki-Hakase! Himitsu kichi no tatakai!!    | 8 avril 2004          |
| 346                                                                                       | Le match filles/garçons                      | タッグバトル! サトシ VS ハルカ!?                       | Taggu Batoru! Satoshi VS Haruka!?                             | 15 avril 2004         |
| 347                                                                                       | Le territoire interdit                       | 禁断の森の王者! フシギバナ!!                           | Kindan no mori no ouja! Fushigidane!!                         | 22 avril 2004         |
| 348                                                                                       | Un plan génial                               | フシギダネとフシギダネ! モンスターボールを取り返せ!!   | Fushigidane to Fushigidane! Monsutā Bōru o torikaese!         | 29 avril 2004         |
| 349                                                                                       | Comme un Barbicha dans l'eau                 | 対決! 巨大ナマズンと釣り名人!!                         | Taiketsu! Kyoudai Namazun to tsuri meijin!!                   | 6 mai 2004            |
| 350                                                                                       | L'air du temps                               | ヤジロンと霧の中の遺跡!                                | Yajoron to kasumi no naka no iseki!                           | 13 mai 2004           |
| 351                                                                                       | Groupie pour la vie                          | 強敵!? ママさんコーディネーター登場!                   | Kyouteki!? Mama-san Kōdhinētā toujou!                         | 20 mai 2004           |
| 352                                                                                       | En avant les perdants                        | ポケモンコンテスト! ルイボス大会!!                     | Pokemon Kontesuto! Ruibosu daikai!!                           | 27 mai 2004           |
| 353                                                                                       | Spoink, une perle rare                       | バネブーのさがしもの!?                                 | Banebū no sagashimono!?                                       | 3 juin 2004           |
| 354                                                                                       | Le concours de Pokévolanneau                 | 初挑戦! 空中競技・ポケリンガ!!                         | Hatsu chousen! Kuuchuu kyouki - Poke Ringa!!                  | 10 juin 2004          |
| 355                                                                                       | Une bien étrange demeure                     | カゲボウズの館!                                        | Kagebouzu no yakata!                                          | 17 juin 2004          |
| 356                                                                                       | Des Chapignons plutôt grognons               | 森の格闘王!? ワカシャモVSキノガッサ!                   | Mori no kakatou-ou!? Wakashamo Vs. Kinogassa!                 | 24 juin 2004          |
| 357                                                                                       | L'art de faire la pluie et le beau temps     | お天気研究所のポワルン!                                | O-Tenki Kenkyuujo no Powarun!                                 | 1er juillet 2004      |
| 358                                                                                       | La fête de la plume                          | ヒワマキシティのフェザーカーニバル!!                   | Hiwadaki Shiti no Fwezā Kānibaru!!                            | 8 juillet 2004        |
| 359                                                                                       | Duel en altitude                             | ヒワマキジム! 大空の戦い!!                             | Hiwadaki Zimu! Taikuu no tatakai!                             | 15 juillet 2004       |
| Sacha gagne son sixième badge d'Hoenn, le badge Plume, contre Alizée (Type Vol).          |                                              |                                                        |                                                               |                       |
| 360                                                                                       | Les Pokémon font leur cinéma                 | 映画はバクーダに乗って!!                               | Eiga wa Bakūda ni mitte!!                                     | 22 juillet 2004       |
| 361                                                                                       | Le Pokémon mystérieux                        | 神秘! 宇宙から来たポケモン!?                           | Shinpi! Uchuu kara kinada Pokemon!?                           | 29 juillet 2004       |
| 362                                                                                       | Un parc à croquer                            | バナナナマケロ園のカビゴン!!                           | Banana Namakero Enno Kabigon!!                                | 5 août 2004           |
| 363                                                                                       | Trou de mémoire                              | ピカチュウ、ロケット団に入る!?                         | Pikachu, Roketto Dan ni hairu!?                               | 12 août 2004          |
| 364                                                                                       | Pokéblocks et recette de choc !              | ミナモシティ到着! ポロックとつばめがえし!              | Minamo Shiti touchaku! Porokku to tsubame gaeshi!             | 19 août 2004          |
| 365                                                                                       | Les filles dans l'arène                      | ポケモンコンテスト! ミナモ大会!!                       | Pokemon Kontesuto! Minamo daikai!!                            | 26 août 2004          |
| 366                                                                                       | L'arbitre                                    | あの三匹登場! 審判学校の島!                            | Ano sanhiki toujou! Shinpan gakkou no shima!                  | 2 septembre 2004      |

### Advanced Battle
| No | Titre français                                 | Titre japonais                                      | Titre japonais                                                                                             | Date de 1re diffusion |
| No | Titre français                                 | Kanji                                               | Rōmaji | Date de 1re diffusion |
| --- | ---------------------------------------------- | --------------------------------------------------- | --- | --------------------- |
| 367 | Tout ça pour une perle                         | パールルとバネブー! しんじゅをさがせ!               | Pāruru to Banebū! Shinju o sagase!                                                                         | 9 septembre 2004      |
| Sacha et ses amis recroisent le Spoink. Malheureusement, le Spoink perd sa perle et ils essayent de l'aider à la retrouver. |                                                |                                                     | |                       |
| 368 | Aventures sous-marines                         | ジーランスと深海の秘宝!                             | Jīransu to shinkai no hihou!                                                                               | 16 septembre 2004     |
| Sacha et ses amis aident Adam, surnommé l'homme des mers, à retrouver un trésor disparu. |                                                |                                                     | |                       |
| 369 | La guerre des clans                            | ハンテールとサクラビス! 進化の謎!                   | Hantēiru to Sakurabisu! Shinka no nazo!                                                                    | 23 septembre 2004     |
| 370 | Un entrainement intensif                       | 筋肉バトル!? ダブルバトル!!                         | Kinniku Batoru!? Daburu Batoru!!                                                                           | 30 septembre 2004     |
| 371 | Groudon, le Pokémon ancien                     | グラードンVSカイオーガ! (前編)                      | Guradon VS Kaiōga! (Zenpen)                                                                                | 7 octobre 2004        |
| 372 | Le combat des titans                           | グラードンVSカイオーガ! (後編)                      | Guradon Vs. Kaiōga! (Kouhen)                                                                               | 14 octobre 2004       |
| 373 | Un petit tour de navette                       | フウとラン! 宇宙センターの戦い!                     | Fuu to Ran! Uchuu Senta no tatakai!                                                                        | 21 octobre 2004       |
| 374 | Solide comme un Solaroc                        | トクサネジム!ソルロックとルナトーン!                | Tokusane Jimu! Sorurokku to Runatōn!                                                                       | 28 octobre 2004       |
| Sacha gagne son septième badge d'Hoenn, le badge Esprit, contre Lévy et Tatia (Type Psy). |                                                |                                                     | |                       |
| # | Yureru shima no tatakai! Dojotchi VS Namazun!! | ゆれる島の戦い!ドジョッチＶＳナマズン!!             | Yureru shima no tatakai! Dojotchi VS Namazun!! (La bataille de l'île secouante ! Barloche vs. Barbicha !!) | 4 novembre 2004       |
| Note : Cet épisode n'existe pas. |                                                |                                                     | |                       |
| 375 | Le vieux loup de mer                           | 海の男!四天王ゲンジ登場!!                           | Umi no Otoko! Shitennou Genji Toujou!!                                                                     | 11 novembre 2004      |
| 376 | Mais où est passé Armaldo ?                    | ドクター・モロボシの島! 化石ポケモン現る!!          | Dokutā Moroboshi no Shima! Kaseki Pokemon Arawareru!!                                                      | 18 novembre 2004      |
| 377 | Un Cacturne taciturne                          | イザベ島ポケモンコンテスト！ ライバルに気をつけろ!! | Izabe Shima Pokemon Kontesuto! Ribaru Nikio Tsukero!!                                                      | 25 novembre 2004      |
| 378 | Un Pokémon de taille                           | 巨大ネンドールを封印せよ!!                          | Kyodai Nendōru wo Fuuinse yo!!                                                                             | 2 décembre 2004       |
| 379 | Chagrin d'amour                                | 恋するクチート！ハスブレロの花道!!                  | Koi suru Kuchīto! Hasuburero no Hanamichi!!                                                                | 9 décembre 2004       |
| 380 | Le lac mystérieux                              | ナックラーとビブラーバ!幻の湖!                      | Nakkurā to Biburāba! Maboroshi no Mizuumi!                                                                 | 16 décembre 2004      |
| 381 | Absol-ument un désastre                        | アブソル! 忍び寄るわざわいの影                      | Abusoru! Shinobiyoru Wazawai no Kage                                                                       | 23 décembre 2004      |
| 382 | Le petit farceur                               | ユキワラシをつかまえろ!                             | Yukiwarashi wo Tsukamaero!                                                                                 | 6 janvier 2005        |
| 383 | Un Pokémon en danger                           | ラルトスを救え！急げマサト!                         | Rarutosu wo Sukue! Isoge Masato!                                                                           | 13 janvier 2005       |
| 384 | Dernière ligne droite                          | ルネジム!水のアーティスト・アダン！（前編）         | Rune Jimu! Mizu no Āthisuto Adan (Zenpen)                                                                  | 20 janvier 2005       |
| 385 | Huit ça ne suffit pas                          | ルネジム!水のアーティスト・アダン！（後編）         | Rune Zimu! Mizu no Āthisuto Adan (Kouhen)                                                                  | 27 janvier 2005       |
| Sacha gagne son huitième et dernier badge d'Hoenn, le badge Pluie, contre Juan (Type Eau). |                                                |                                                     | |                       |
| 386 | Le petit chapardeur                            | マッスグマ!友情のカタチ!?                           | Massuguma! Yuujou no Katachi!?                                                                             | 3 février 2005        |
| 387 | D'accord, d'accord                             | まぼろし島のソーナノ!                               | Maboroshi jima no Sōnano!                                                                                  | 10 février 2005       |
| 388 | Désillusions                                   | ころがれ！ 恋するドンファン！                       | Korogare! Koisuru Donfwan!                                                                                 | 17 février 2005       |
| 389 | Concours et jalousie (1re partie)              | 混戦、混乱！ポケモンコンテスト・キナギ大会!(前編)   | Konran, Konsen! Pokemon Kontesuto - Kinagi Taikai! (Zenpen)                                                | 24 février 2005       |
| 390 | Concours et jalousie (2de partie)              | 混戦、混乱！ポケモンコンテスト・キナギ大会!(後編)   | Konran, Konsen! Pokemon Kontesuto - Kinagi Taikai! (Kouhen)                                                | 3 mars 2005           |
| 391 | Le rêve violet de Flora                        | ハルカデリシャスで、ゴンベGETかも!!                 | Haruka Derishasu de, Gonbe GET kamo!!                                                                      | 10 mars 2005          |
| 392 | L'alter-ego                                    | ライバル登場!マサムネとダンバル!!                   | Ribaru toujou! Masamune to Dumbel!!                                                                        | 17 mars 2005          |
| 393 | La croisière du bonheur                        | 怪盗バンナイとリボンカップ!!                        | Kaitou Bannai to Ribon Kappu!!                                                                             | 24 mars 2005          |
| 394 | Sacha et Flora ! Les chauds combats d'Hoenn!   | サトシとハルカ!ホウエンでの熱きバトル!!             | Satoshi to Haruka! Houen Deno Atsuki Batoru                                                                | 7 avril 2005          |
| Note : Cet épisode n'a pas été diffusé à la télévision française. |                                                |                                                     | |                       |
| 395 | Le grand jour                                  | 開幕!グランドフェスティバル!! ①                     | Kaimaku! Gurando Fwesuthibaru!! 1                                                                          | 7 avril 2005          |
| 396 | Une fausse amitié                              | 熱闘!グランドフェスティバル!! ②                     | Nettou! Gurando Fwesuthibaru!! 2                                                                           | 7 avril 2005          |
| 397 | Le défi de Flora                               | 決戦!グランドフェスティバル!! ③                     | Kessen! Gurando Fwesuthibaru!! 3                                                                           | 14 avril 2005         |
| 398 | Naufrage sur île déserte                       | サバイバルでいこう!                                 | Sabaibaru de Ikou!                                                                                         | 21 avril 2005         |
| 399 | Miaouss à plume                                | サイユウシティ到着!長靴をはいたニャース!?           | Saiyuu Shiti Touchaku! Chouka o Haita Nyāsu!?                                                              | 28 avril 2005         |
| 400 | Les épreuves éliminatoires                     | 予備選スタート！マサムネ登場!!                      | Yobisenkyo Sutaato! Masamune Toujou!!                                                                      | 5 mai 2005            |
| Sacha s'entraîne avec son équipe, soudain Oniglali lance Laser-Glace sur Morrison. Les épreuves éliminatoires commencent... Morrison et son Terhal (qui évolue en Métang pendant le match) gagnent contre Elektek. Tyson et son Miaouss vainquent un Persian et Sacha gagne en une seule attaque contre un Kicklee. Les 3 amis se qualifient pour le second tour. Sur ce, l'épisode se termine. |                                                |                                                     | |                       |
| 401 | Morrison le vantard                            | 開幕！サイユウ大会!!                                | Kaimaku! Saiyuu Taikai!!                                                                                   | 12 mai 2005           |
| La liste du 2nd tour s'affiche... Morrison, pour son match en double, envoie Caninos et Scorplane. Son adversaire envoie un Mackogneur et un Ossatueur. Scorplane met K.O Mackogneur mais Ossatueur met hors-combat Caninos. En fin de compte, Scorplane vainc Ossatueur. C'est au tour de Sacha de jouer, il envoie Chartor et Ecrapince. Ils sont contre un Tropius et un Avaltout, Sacha les bat difficilement. Cap pour les prochains matchs ! |                                                |                                                     | |                       |
| 402 | Le tournoi de la victoire                      | 決勝トーナメントへ！熱き戦いの日々                  | Kesshou Tōnamen Tohe! Atsuki Tatakai no Hibi                                                               | 19 mai 2005           |
| 403 | Une victoire redoutée                          | そして…負けられない戦いは続く!!                     | Soshite...Makerarenai Tatakai wa Tsuzuku!!                                                                 | 26 mai 2005           |
| 404 | Le choix de Morrison                           | ライバル対決！VSマサムネ!!                          | Ribaru Taiketsu! VS Masamune!                                                                              | 16 juin 2005          |
| 405 | Un match décisif                               | 最後の激闘！優勝への道!!                            | Saigo no Gekitou! Yuushou he no Michi!                                                                     | 23 juin 2005          |
| 406 | La fin d'une époque                            | エニシダとバトルフロンティア！                      | Enishida to Batoru Furontia!                                                                               | 30 juin 2005          |
| 407 | Retour pour un nouveau départ                  | オーキド研究所！全員集合!!                          | Ōkido Kenkyuujo! Zenin Shuugou!                                                                            | 7 juillet 2005        |
| 408 | Mélo-drame                                     | オツキミやま！ピィとピッピとピクシーと！            | Otsukimi Yama! Pii to Pippi to Pikushī to!                                                                 | 7 juillet 2005        |
| 409 | Numéro Un                                      | 初陣！バトルファクトリー!!（前編）                  | Uijin! Batoru Fakutorī! (Zenpen)                                                                           | 21 juillet 2005       |
| 410 | Le premier match extrême                       | 初陣！バトルファクトリー!!（後編）                  | Uijin! Batoru Fakutorī! (Kouhen)                                                                           | 28 juillet 2005       |
| Sacha s'entraîne avec son Dracaufeu. Pendant ce temps, la Team Rocket manigance un nouveau plan mais ne tarde pas à être éjecté vers d'autres cieux. Le match entre l'Artikodin de Noland et le Dracaufeu de Sacha peut commencer. Les 2 pokémon se rendent coup pour coup jusqu'au moment où Dracaufeu se prend l'attaque Vibraqua, il se relève péniblement. Puis Dracaufeu lance l'attaque Surchauffe mais Artikodin l'esquive puis Dracaufeu lance Frappe Atlas et Artikodin est K.O. Sacha reçoit son 1er badge extrême et doit se rendre pour l'arène de match. |                                                |                                                     | |                       |
| 411 | Solide comme un roc                            | イワークの王国!!                                    | Iwāku no Oukoku!!                                                                                          | 4 août 2005           |
| 412 | Joyeux anniversaire!                           | プリンの歌、パパの歌！                              | Purin no uta, papa no uta!                                                                                 | 11 août 2005          |
| 413 | Vitesse Extrême                                | ライバル対決！ウインディをゲットかも！              | Raibaru taiketsu! Uindhi wo Getto kamo!                                                                    | 18 août 2005          |
| 414 | Un Psykokwak fugueur                           | コダックの憂鬱！                                    | Kodakku no Yuuutsu!                                                                                        | 25 août 2005          |
| 415 | Un combat de chefs                             | ニューラとバリヤード！どっちのレストラン!?          | Nyūra to bariyādo! Docchi no resutoran!?                                                                   | 1er septembre 2005    |
| 416 | La grosse évolution de Chenipan                | 進化！その神秘と奇跡!!                              | Shinka! Sono Shinpi to Kiseki!!                                                                            | 8 septembre 2005      |
| 417 | Le concours de Safrania                        | ポケモンコンテスト・ヤマブキ大会!!（前編）          | Pokemon Kontesuto - Yamabuki Taikai (Zenpen)                                                               | 15 septembre 2005     |
| 418 | Une grande première pour Carapuce              | ポケモンコンテスト・ヤマブキ大会!!（後編）          | Pokemon Kontesuto - Yamabuki Taikai (Kouhen)                                                               | 22 septembre 2005     |
| 419 | Pour un bol de nouilles                        | 格闘道場！サトシVSハルカ！                          | Kakutou Doujou! Satoshi vs Haruka!                                                                         | 29 septembre 2005     |

### Battle Frontier
| No  | Titre français                       | Titre japonais                                      | Titre japonais                                            | Date de 1re diffusion |
| No  | Titre français                       | Kanji                                               | Rōmaji                                                    | Date de 1re diffusion |
| --- | ------------------------------------ | --------------------------------------------------- | --------------------------------------------------------- | --------------------- |
| 420 | Une cohabitation difficile           | エスパーVSゴースト！真夜中の決闘!?                  | Esupā vs Gōsuto! Mayonaka Kettou!?                        | 13 octobre 2005       |
| 421 | L'enfant qui est en nous             | マネネ登場！休息の館！                              | Manene Toushou! Kyuusoku no Kan!                          | 20 octobre 2005       |
| 422 | Les remèdes Pokémon                  | ミズゴロウとモココ！恋の特効薬!?                    | Mizugorou to Mokoko! Koi no Tokkouyaku!?                  | 27 octobre 2005       |
| 423 | Deuxième emblème                     | バトルアリーナ！格闘対決!!                          | Batoru Arīna! Kakutou Taiketsu!!                          | 3 novembre 2005       |
| 424 | Qui vole un œuf                      | そだて屋さんとポケモンのタマゴ！                    | Sodateyasan to Pokemon no Tamago!                         | 10 novembre 2005      |
| 425 | Cœur de rocker                       | ライバルはサラリーマン!?                            | Raibaru ha Sararī Man!?                                   | 17 novembre 2005      |
| 426 | Le lac abandonné                     | ハクリューの湖！                                    | Hakuryū no Mizuumi!                                       | 24 novembre 2005      |
| 427 | Tactique et coups de théâtre         | バトルドーム！炎と水のフュージョン!!                | Batoru domu! Honoo to Mizu no Fyūjon!!                    | 1er décembre 2005     |
| 428 | Courant électrique                   | ドッキリ！ビックリ！エレキッド!!                    | Dokkiri! Bikkuri! Erekiddo!!                              | 8 décembre 2005       |
| 429 | Célébi, le gardien de la forêt       | ポケモンレンジャー登場！セレビィ救出作戦!!          | Pokemon Renjā Toujou! Serebii Kyuushutu Sakusen!!         | 15 décembre 2005      |
| 430 | Un nouvel ami                        | ウソハチと忍者スクール!!                            | Usohachii to Ninja Sukūru!!                               | 22 décembre 2005      |
| 431 | Voyage dans le temps                 | 時を超えるハルカ!!                                  | Toki wo Koeru Haruka!!                                    | 5 janvier 2006        |
| 432 | La reine de Pike                     | 熱闘バトルチューブ！VSチューブクイーン・アザミ!!    | Nettou Batoru Chūbu! VS Chūbu Kuīn, Azami!!               | 12 janvier 2006       |
| 433 | La course d'orientation              | 優勝は誰の手に!?オリエンテーリング                  | Yuushou ha Dare no Teni!? Orientēringu                    | 19 janvier 2006       |
| 434 | Le retour de Harley                  | ゴンベのデビュー戦！ハーリーと真剣勝負!!            | Gonbe no Debyū Ikusa! Hārī to Shinken Shoubu!!            | 26 janvier 2006       |
| 435 | Duel amoureux                        | ジュプトルVSトロピウス! 草原の決闘!!                | Juputoru Tai Toropiusu! Sōgen no Kettō!!                  | 2 février 2006        |
| 436 | Troisième ruban                      | ポケモンコンテスト！ユズリハ大会!!                  | Pokemon Kontesuto! Yuzuriha Taikai!!                      | 9 février 2006        |
| 437 | Un cœur brisé                        | ジュカイン！復活の夜明け!!                          | Jukain! Hukkatu no Yoake!!                                | 16 février 2006       |
| 438 | Combat dans la jungle                | 激闘！バトルパレスでジャングルバトル!!              | Gekitou! Batoru Parusu de Jyanguru Batoru!!               | 23 février 2006       |
| 439 | Une vie de star                      | ウソハチキングとマネネクイーン!?                    | Usohachii Kingu to Manene Kuīn!?                          | 2 mars 2006           |
| 440 | Le fantôme rouge                     | 摩天楼の赤いイナズマ！                              | Matenrou no Akai Inazuma!                                 | 9 mars 2006           |
| 441 | Par amour                            | 大一番！ハルカＶＳタケシ!!                          | Dai Itiban! Haruka vs Takeshi!!                           | 16 mars 2006          |
| 442 | Trois Lippoutou et un Lippouti       | ムチュールとルージュラ三姉妹!!                      | Muchūru to Rūjura San Shimai!!                            | 23 mars 2006          |
| 443 | Tout est une question de mental      | タワータイクーン、リラ登場！                        | Tawā Taikūn, Rira Toujou!                                 | 30 mars 2006          |
| 444 | La revanche de Sacha                 | バトルタワー！以心伝心バトル!!                      | Batoru Tawā! Ishindenshin Batoru!!                        | 13 avril 2006         |
| 445 | Le visiteur de l'espace (1er partie) | ポケモンレンジャー! デオキシス・クライシス!! (前編) | Pokemon Renjā! Deokishisu Kuraishisu!!                    | 13 avril 2006         |
| 446 | Le visiteur de l'espace (2e partie)  | ポケモンレンジャー! デオキシス・クライシス!! (後編) | Pokemon Renjā! Deokishisu Kuraishisu!!                    | 13 avril 2006         |
| 447 | Tout ce qui brille n'est pas or      | ウソッキー！黄金伝説!?                              | Usokkī! Ougon Densetsu!?                                  | 20 avril 2006         |
| 448 | Complot pour un ruban                | ハーリー＆ロケット団 悪役同盟結成!?                 | Hārī to Roketto Dan Akuyaku Doumei Kessei!?               | 27 avril 2006         |
| 449 | Un enjeu de taille                   | ハルカＶＳムサシ！最後のコンテスト!!                | Haruka Vs Musashi! Saigo no Kontesuto!!                   | 4 mai 2006            |
| 450 | Imposture                            | ロケット団解散!? それぞれの道！                     | Roketto Dan Kaisan!? Sorezore no Michi!                   | 11 mai 2006           |
| 451 | Changement d'apparence               | タケシ＆サトシ！タッグバトルでニビジムを守れ!!      | Takeshi to Satoshi! Taggu Batoru de Nibi Jimu wo Mamore!! | 18 mai 2006           |
| 452 | L'ennemi intérieur                   | バトルピラミッド！VSレジロック!!                    | Batoru Piramiddo! VS Rezirokku!!                          | 25 mai 2006           |
| 453 | Le roi de la montagne                | 驚異！巨大ケッキングの山!!                          | Kyoui! Kyodai Keltukingu no Yama!!                        | 8 juin 2006           |
| 454 | Flora, Harley et compagnie...        | 開幕！ポケモンコンテスト・グランドフェスティバル!!  | Kaimaku! Pokemon Kontesuto Gurando Fwesuthibaru!!         | 15 juin 2006          |
| 455 | Haute tension                        | ハルカVSハーリー！ダブルバトルでステージ・オン!!    | Haruka VS Hārī! Daburu Batoru de Sutēji On!!              | 22 juin 2006          |
| 456 | En route pour la coupe               | ハルカVSシュウ！最後の戦い!!                        | Haruka vs Shū! Saigo no tatakai!                          | 29 juin 2006          |
| 457 | Le roi des singeries                 | エイパムと王様！                                    | Eipamu to Ousama!                                         | 6 juillet 2006        |
| 458 | Artiste en herbe                     | ペラップとポケモン漫才！                            | Perappu to Pokemon Manzai!                                | 20 juillet 2006       |
| 459 | Duel dans la forêt                   | 襲撃！はぐれマニューラ!!                            | Shuugeki! Hagure Manyūra!!                                | 27 juillet 2006       |
| 460 | Match retour                         | バトルピラミッド再び！ＶＳレジスチル！！            | Batoru Piramiddo Hutatabi! VS Reujisutiru!!               | 3 août 2006           |
| 461 | Remise en question                   | ハルカVSシュウ！ライバルよ永遠に                    | Haruka VS Shū! Raibaru yo Eien-ni                         | 10 août 2006          |
| 462 | Au bon endroit, au bon moment        | ポケモンセンターはおおいそがし！                    | Pokemon Sentā ha Ōisogashi!                               | 17 août 2006          |
| 463 | Le gang des quatre                   | 最初のポケモン！最後の戦い!!                        | Saisho no Pokemon! Saigo no Tatakai!!                     | 24 août 2006          |
| 464 | Dernière ligne droite                | 決戦！VSレジアイス!                                 | Kessen! VS Rejiaisu!                                      | 31 août 2006          |
| 465 | Coordinateur surprise                | サトシVSハルカ！ラストバトル!!                      | Satoshi VS Haruka! Rasuto Batoru!!                        | 7 septembre 2006      |
| 466 | Un nouveau départ                    | 旅の終り、そして旅のはじまり                        | Tabi no owari, Soshite Tabi no Hajimari                   | 14 septembre 2006     |